# Val della Torre
Val della Torre é uma comuna italiana da região do Piemonte, província de Turim, com cerca de 3.529 habitantes. Estende-se por uma área de 36 km², tendo uma densidade populacional de 98 hab/km². Faz fronteira com Viù, Varisella, Rubiana, Givoletto, San Gillio, Almese, Caselette, Alpignano.

## Demografia
| Variação demográfica do município entre 1861 e 2011                               |
|                                                                                   |
| Fonte: Istituto Nazionale di Statistica (ISTAT) - Elaboração gráfica da Wikipedia |